# Limnophora veniseta
Limnophora veniseta este o specie de muște din genul Limnophora, familia Muscidae, descrisă de Stein în anul 1915. Conform Catalogue of Life specia Limnophora veniseta nu are subspecii cunoscute.